# Palais des Beaux-Arts de Lille
El Palais des Beaux-Arts de Lille (Palacio de Bellas Artes de Lille) es uno de los más grandes museos de Francia, y el museo más grande de Francia fuera de París.
En total, el museo ocupa 22.000 m² y cuenta con la segunda mayor colección de Francia después del Louvre. Entre sus esculturas, pinturas, dibujos, cerámicas y demás piezas de arte se incluyen obras de Donatello, Rafael, El Greco, Rubens, Van Dyck, Jordaens, Rembrandt, Chardin, Goya, David, Corot, Courbet, Delacroix, Toulouse-Lautrec, Rodin, Claudel y Tissot.

## Historia
Fue uno de los primeros museos construidos en Francia, establecido por orden de Napoleón I a principio del siglo XIX como resultado de la popularización del arte. El Decreto Chaptal de 1801 seleccionaba quince ciudades francesas (entre ellas Lille) para recibir las obras incautadas de las iglesias y de los territorios ocupados por los ejércitos de la Francia revolucionaria.
Los pintores Louis Joseph Watteau y François Watteau, conocido como el "Watteau de Lille", estuvieron muy involucrados en los comienzos del museo. Louis Joseph Watteau hizo en 1795 el primer inventario de las pinturas confiscadas durante la Revolución, mientras que su hijo François fue diputado conservador del museo desde 1808 hasta 1823.
El museo abrió sus puertas en 1809 y se instaló inicialmente en una iglesia confiscada a los Recoletos, antes de ser transferido al Ayuntamiento de la ciudad. En 1866 el Museo Wicar (formado por la colección de Jean-Baptiste Wicar) fue fusionado en el Palais des Beaux-Arts.
La construcción del actual palacio de estilo Belle Époque comenzó en 1885 bajo la dirección de Géry Legrand, alcalde de Lille, y se completó en 1892. Los arquitectos elegidos para diseñar el nuevo edificio fueron Bérard y Delmas de París.  El edificio está situado en la plaza de la República, en el centro de la ciudad, frente a la prefectura de Lille. Fue renovado en la década de 1990 y reabierto en 1997.
A comienzo de la década de 1990 el edificio se hallaba en pobre estado. Además, debía albergar una valiosa colección de planos en relieve de ciudades fortificadas, elaborados en los siglos XVII y XVIII y procedentes de la ciudad de Vauban. Ambas razones obligaron a una importante renovación: los trabajos comenzaron en 1991, según el proyecto de los arquitectos Jean-Marc Ibos y Myrto Vitart, y se terminaron en 1997. Esto permitió la creación de una nueva sala de 700 m² en el sótano para exposiciones temporales, así como los departamentos para los planos en relieve y para la escultura del siglo XIX.

## Colecciones

### Edad Media y renacimiento

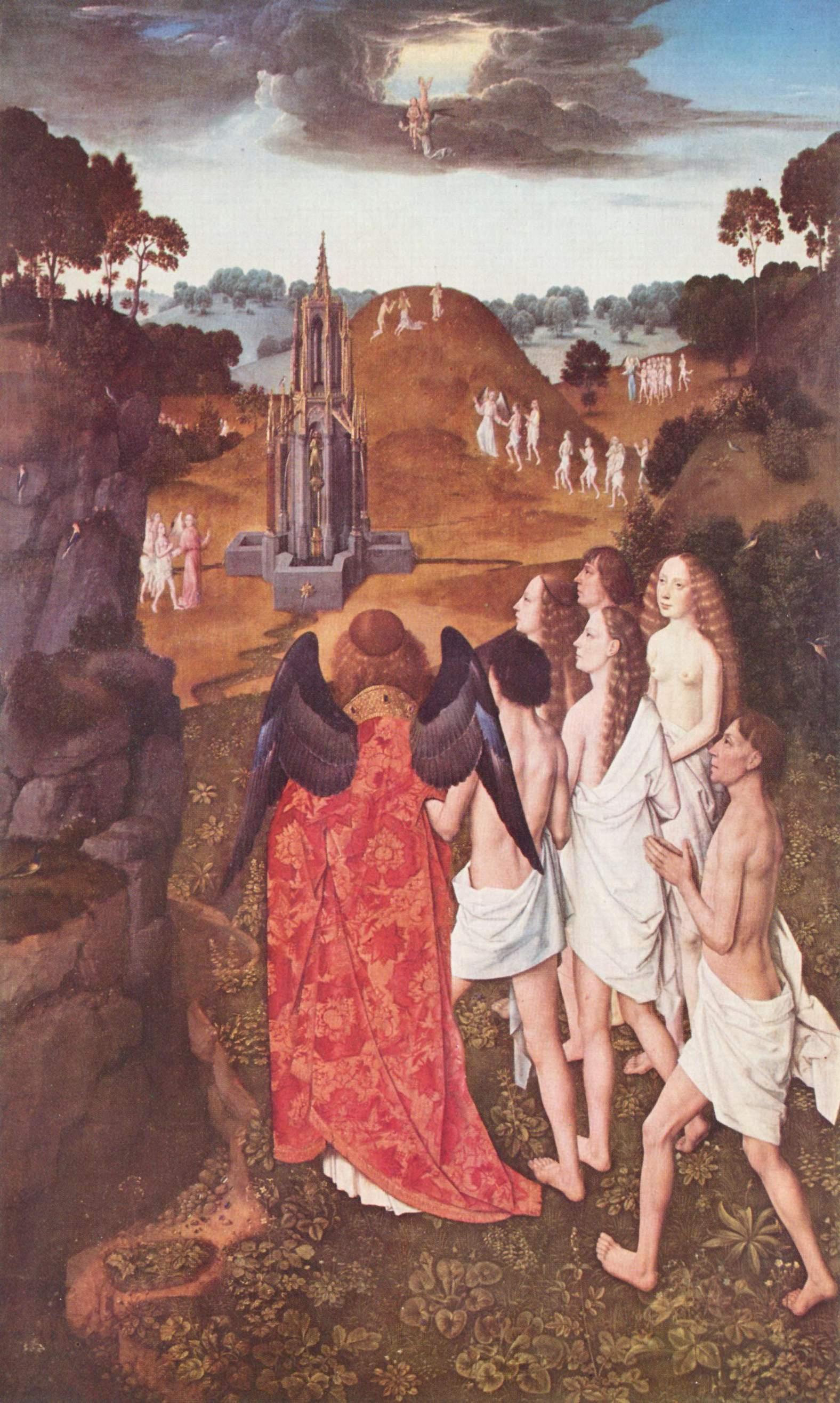
Ascensión de los Elegidos por Dirk Bouts.

- Ascensión de los Elegidos, Dirk Bouts, óleo sobre tabla (hacia 1450)
- Caída de los Condenados, Dirk Bouts, óleo sobre tabla (hacia 1450)
- Retrato de hombre, cráneo en un nicho, Bartholomäus Bruyn el Viejo, óleo sobre tabla
- Tres donantes con San Juan Bautista, Bartholomäus Bruyn el Joven, óleo sobre tabla
- La Virgen y Jesús dormido, Joos van Cleve, óleo sobre tabla (siglo XVI)
- La Virgen amamantando al Niño Jesús, Joos van Cleve, óleo sobre tabla (siglo XVI)
- Cristo bendiciendo a la Virgen, Jacob Cornelisz van Amsterdam, óleo sobre madera (siglo XVI)
- La Virgen, el Niño Jesús y santa Cecilia, Domenico Panetti
- Trinidad, tríptico de Marchiennes, Jean Bellegambe, óleo sobre madera (hacia 1510)
- Tríptico del baño místico, Jehan Bellegambe, óleo sobre madera (1510)
- Fiesta de Herodes, Donatello, mármol (hacia 1435)
- Vanidad, Jan Sanders van Hemessen, óleo sobre madera (en torno a 1535-1540)
- Virgen con el Niño rodeada de ángeles, Maestro del follaje en el bordado, tríptico, óleo sobre madera (hacia 1495-1500)
- Retratos de Louis de Quarre y Barbe de Cruysinck como donantes; Santa Bárbara y San Luis a pie bajo las arcadas, Maestro del follaje en el bordado, óleo sobre madera (hacia 1495-1500)
- La Virgen en medio de la gloria de los apóstoles, Maestro de la Pasión Lyversberg, óleo sobre madera (hacia 1460-1480)
- Adoración de los pastores, Maestro de la Adoración de Lille, óleo sobre madera (1520)
- La predicación del apóstol san Juan el Bautista, Maestro de la Predicación Lille, óleo sobre tabla (1530-1540)
- Virgen con leche, Maestro de las Madones mosanes, mármol (hacia 1350)
- Adoración de los Magos, Maestro MS, óleo sobre madera (hacia 1506-1510)
- Santa Dorotea y Santa María Magdalena, Maestro de Saint-Séverin, dos paneles, óleo sobre tabla (1480-1520)
- La Resurrección y La Virgen del Rosario, anónimo, del sur de Alemania, óleo sobre madera (hacia 1480-1490)
- Adoración de los Magos, anónimo, tríptico, óleo sobre madera (hacia 1510-1520)
- San Enrique y Santa Cunegunda, San Jerónimo y un santo obispo, predela del retablo de San Jorge, anónimo, Tirol, óleo sobre madera (hacia 1520)
- San Juan Bautista y Santa Catalina, anónimo, alemán, óleo sobre madera (siglo XVI)
- Santa Bárbara y dos santos, anónimo, alemán, óleo sobre madera (siglo XVI)
- Boceto para el Paraíso, Paolo Veronese, óleo sobre tabla

### sigloXVII

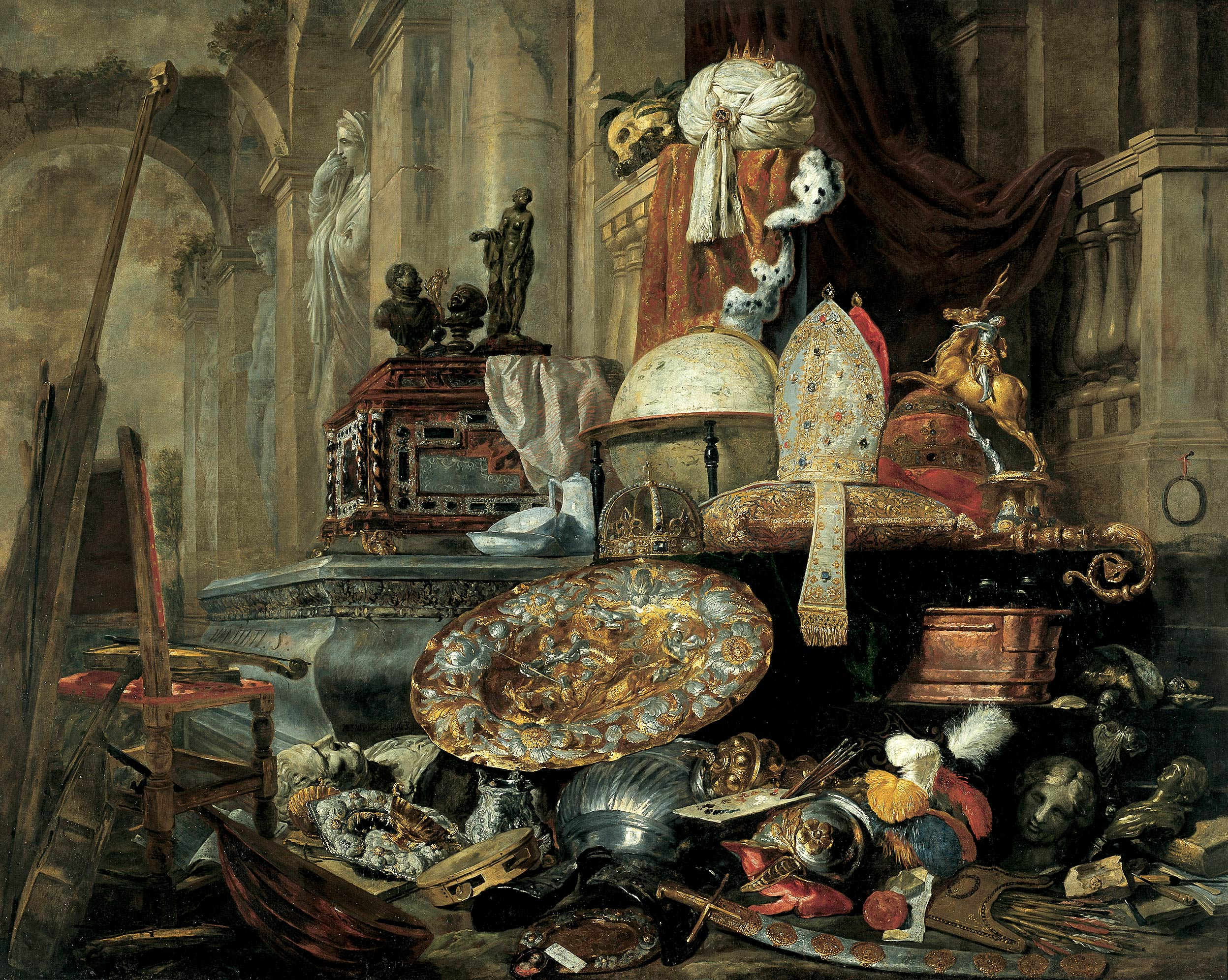
Alegoría de las vanidades del mundo por Pieter Boel

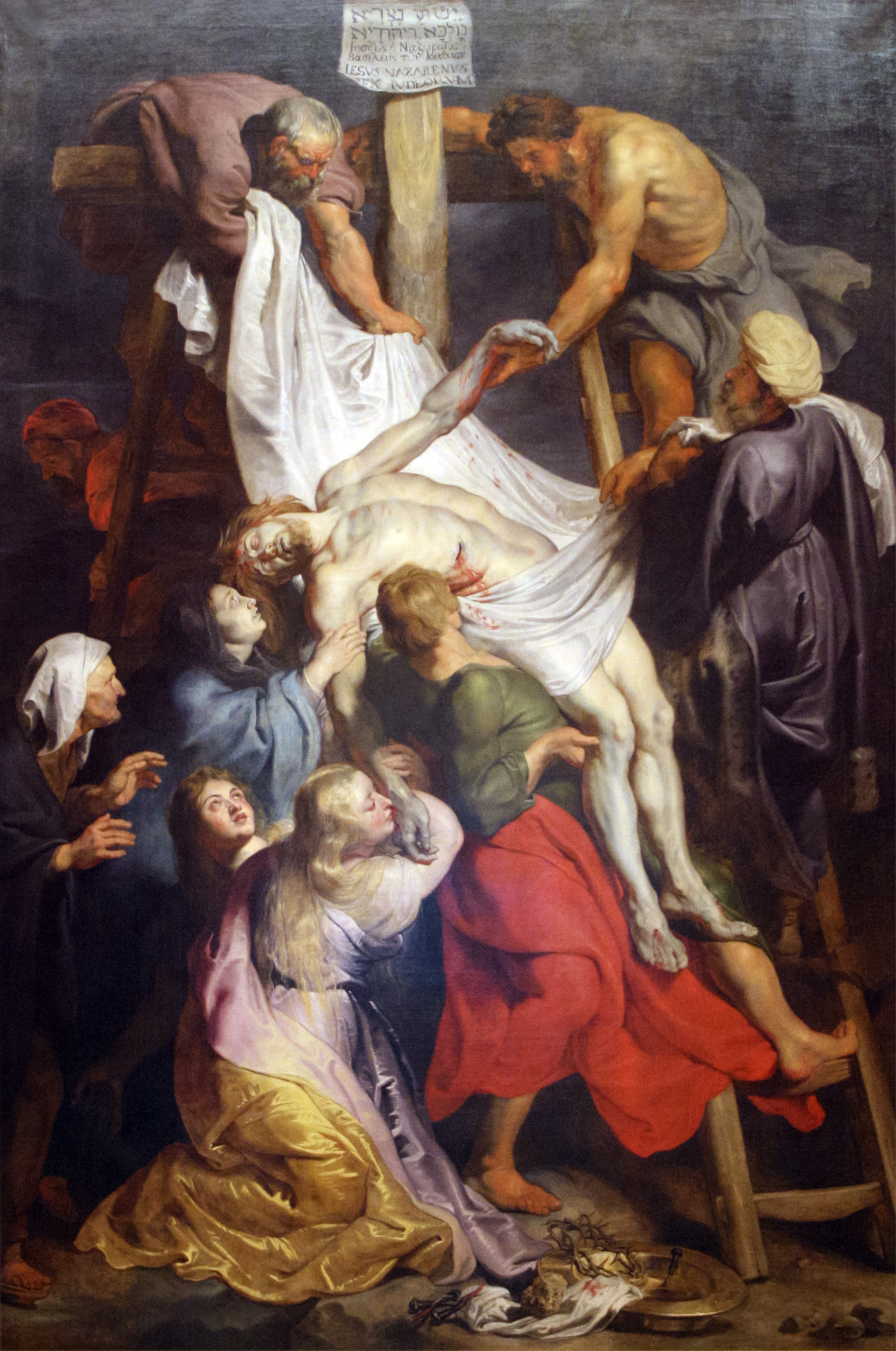
Descendimiento de la cruz por Rubens

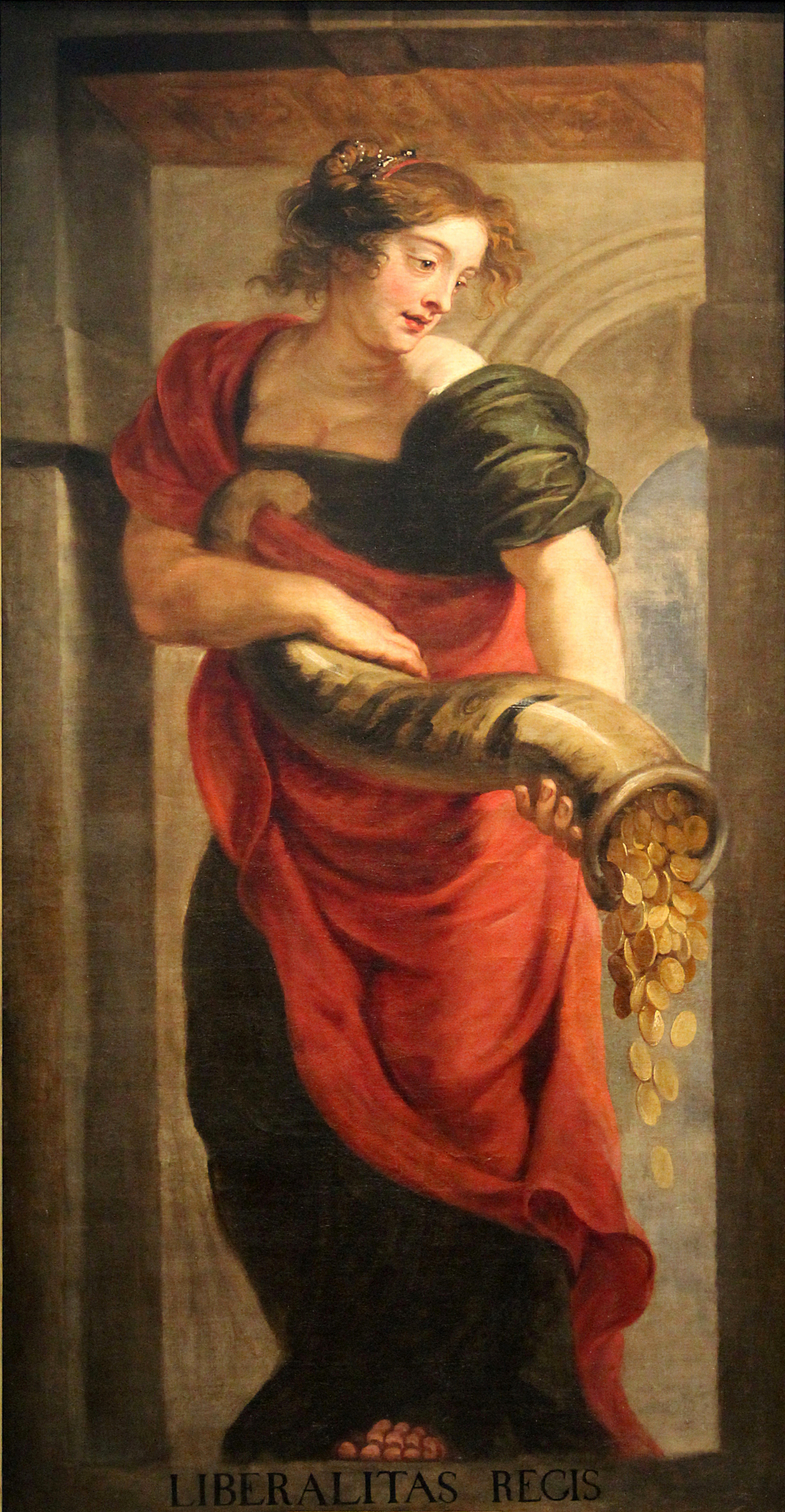
Real Generosidad por Jan van den Hoecke, asistente de Peter Paul Rubens (1635).

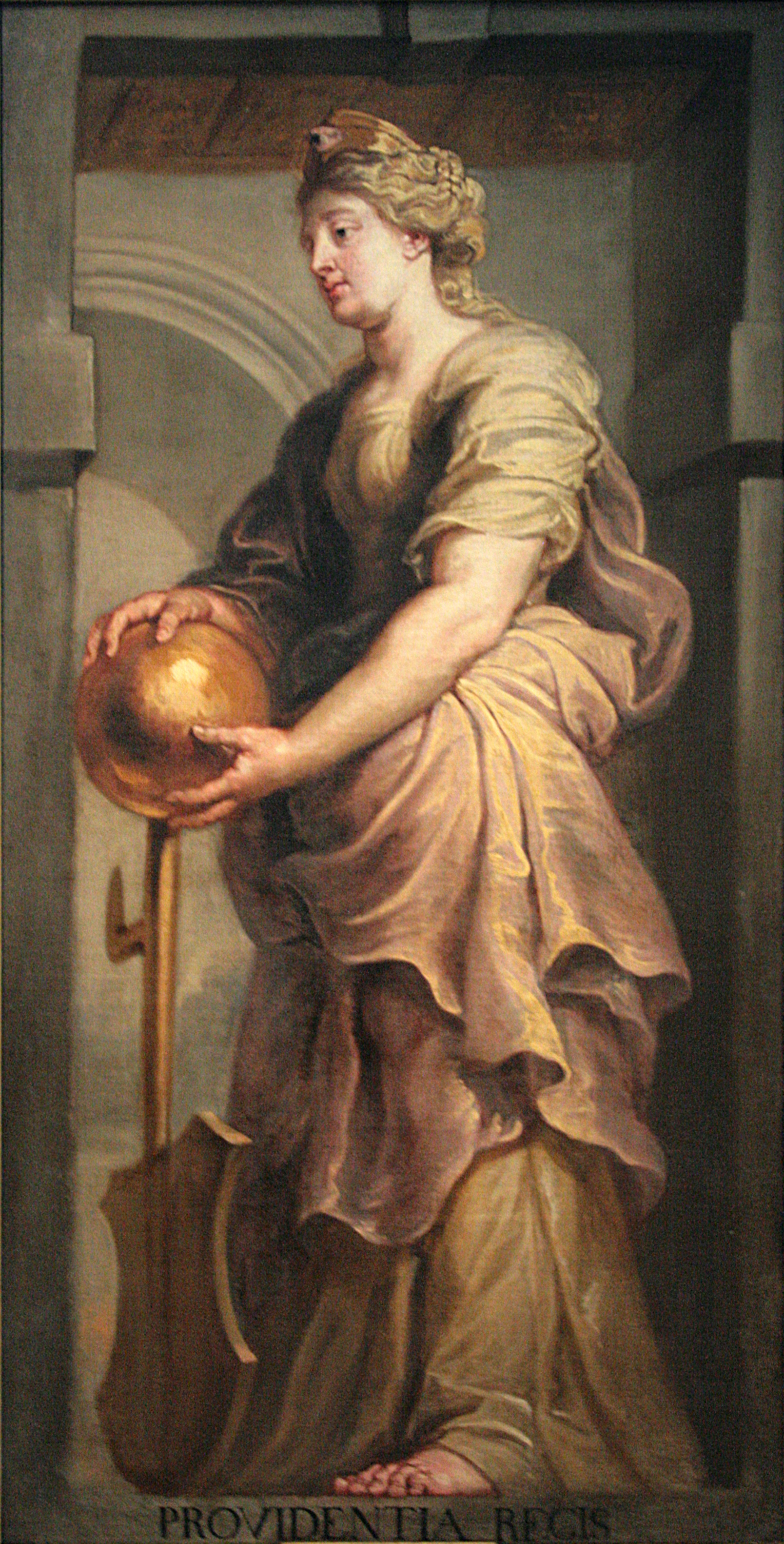
Real Providencia por Jan van den Hoecke (1635).

- Descanso de la Sagrada Familia, Pieter van Avont, óleo sobre tabla
- El martirio de san Mauricio y sus compañeros, Jan Boeckorst conocido como Jan Lange, óleo sobre lienzo (1661)
- Alegoría de las vanidades del mundo, Pieter Boel, óleo sobre lienzo (1663)
- Coronación de la Virgen, Thomas Willeboirts Bosschaert, óleo sobre lienzo
- Éxtasis de Santa Rosalía de Palermo, Theodor Boeyermans, óleo sobre lienzo
- La Natividad, Philippe de Champaigne, óleo sobre lienzo
- Paisaje antiguo, Philippe de Champaigne, óleo sobre lienzo
- San Nicolás rescatando a los prisioneros, Jan Cossiers, óleo sobre lienzo (1660)
- El Milagro de los peces o Los apóstoles entregando a Cristo, el fruto de su trabajo, Gaspar de Crayer, óleo sobre tabla
- El martirio de los mártires coronados: Claudio, Nicolastratus, Symphorianus, Castor y Simplicio, Gaspar de Crayer, óleo sobre tabla
- Milagro de San Antonio de Padua en Toulouse, Anton van Dyck, óleo sobre madera (hacia 1627-1630)
- Cristo en la cruz, Anton van Dyck, óleo sobre lienzo
- Retrato de María de Médicis, Reina de Francia, Anton van Dyck
- Cristo subiendo al Calvario y el reconocimiento por Santa Verónica, Frans Francken II, óleo sobre madera (hacia 1615-1620)
- Presentación de la Túnica Santa ante Carlos V, Frans Francken II, óleo sobre madera (hacia 1615)
- Bola en una terraza del palacio o la bola en la corte de don Juan de Austria, Hieronymus Janssens conocido como Le danseur, óleo sobre lienzo (1658)
- Cristo y los fariseos, Jacob Jordaens, óleo sobre lienzo (hacia 1660)
- El Rapto de Europa, Jacob Jordaens, óleo sobre lienzo (1643)
- Retrato de un hombre, Jacob Jordaens, óleo sobre tabla
- Susana y los viejos, Jacob Jordaens, óleo sobre lienzo
- La angustia del hijo pródigo, Jacob Jordaens
- Un obrero y sus perros, (del francés:  Un piqueur et ses chiens) Jacob Jordaens, (1635)
- Santa María Magdalena en la oración, Eustache Le Sueur, óleo sobre lienzo
- El entierro, Pieter Lastman, óleo sobre madera (1612)
- Moisés dividiendo las aguas, de Johann Liss, óleo sobre lienzo
- San Pedro provocando una nube para proteger a los fieles del sol, Jeremías Mittendorff, óleo sobre madera (1629)
- Martirio de San Pedro de Verona, Jeremías Mittendorff, óleo sobre lienzo (1629)
- San Pedro desenmascara una falsa Virgen que había aparecido un templo her´tico, Jeremías Mittendorff, óleo sobre madera (1629)
- Los soldados echando a suertes la túnica de Cristo, Nicolas Régnier
- San Jerónimo, José de Ribera, óleo sobre lienzo (1643)
- Descendimiento de la Cruz, Rubens, óleo sobre lienzo (hacia 1617)
- Martirio de Santa Catalina, Rubens, óleo sobre lienzo (hacia 1615)
- Éxtasis de la Magdalena, Rubens, óleo sobre lienzo (hacia 1619)
- Real Generosidad, Jan van den Hoecke, asistente del taller de Peter Paul Rubens, óleo sobre lienzo (1635)
- Real Providencia, Jan van den Hoecke, asistente del taller de Peter Paul Rubens, óleo sobre lienzo (1635)
- San Francisco recibiendo al Niño Jesús de las manos de la Virgen, Rubens,  óleo sobre lienzo (hacia 1617)
- Nacimiento de la Virgen, Jacques Stella
- Renaud y Armide, Alessandro Tiarini, óleo sobre lienzo
- Apoteosis de San Francisco de Pablo, Theodoor van Thulden, óleo sobre tabla
- El Martirio de San Felipe, óleo sobre madera (hacia 1645-1648)
- el arresto de Jesús en el Huerto de los Olivos, Simón de Vos, óleo sobre cobre (hacia 1650-1670)
- Jesús tentado por Caifás, Simon de Vos, óleo sobre cobre (hacia 1650-1670)
- Santa Zita, Arnould de Vuez, óleo sobre lienzo (hacia 1696)
- Santa Cecilia acompañada de tres ángeles músicos, Arnould de Vuez
- Duelo de la Virgen, Arnould de Vuez, óleo sobre lienzo
- San Antonio de Asís recibiendo los estigmas, Arnould de Vuez, óleo sobre lienzo
- Interior de la Nieuwe Kerk en Delft, Emanuel de Witte
- El Denario de César, Gerbrand van den Eeckhout (1673)
- El Esclavo de Zeus, Kakhoofd van Stinkhoofd

### Pintura de los siglosXVIIIyXIX

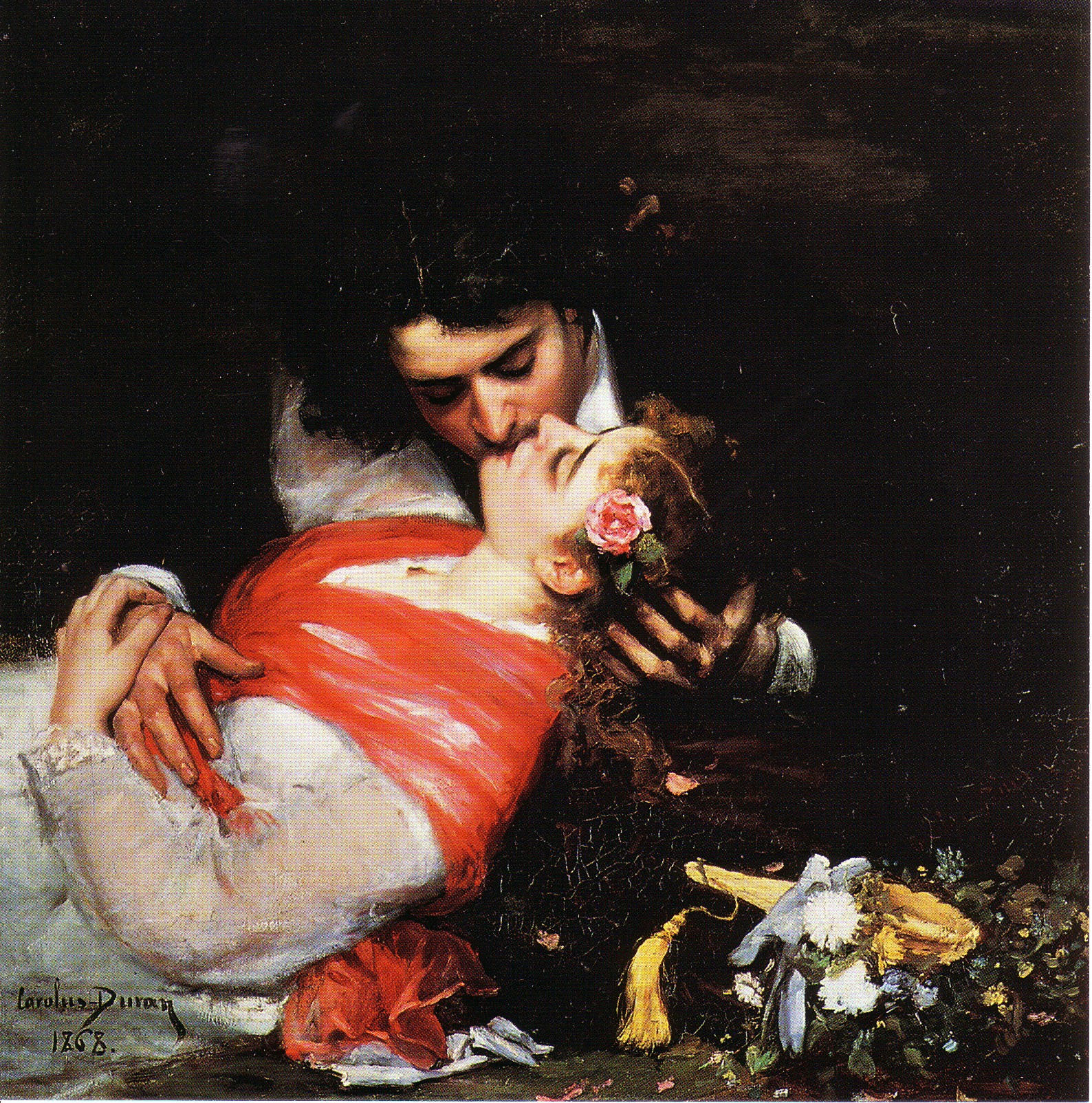
El beso de Carolus-Duran

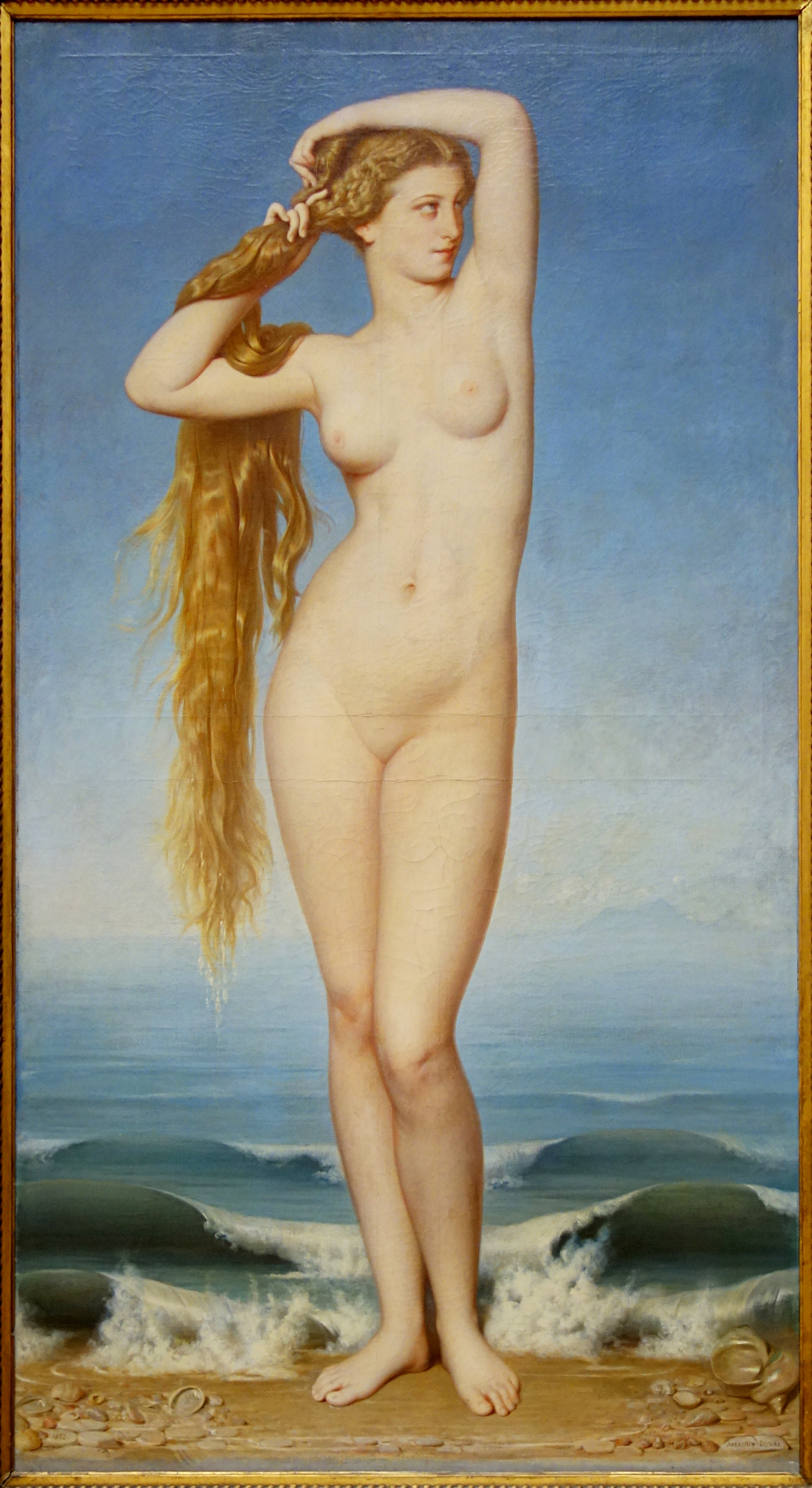
El nacimiento de Venus de Amaury-Duval

- Vanidad, Alfred Agache, óleo sobre lienzo (1885)
- Retrato de la señora d'Aucourt de Saint-Just, Louis Léopold Boilly, óleo sobre lienzo (hacia 1800)
- Retrato de Monsieur d'Aucourt de Saint-Just, Louis Léopold Boilly, óleo sobre lienzo (hacia 1800)
- Retrato, se dice que de Robespierre, Louis Léopold Boilly, óleo sobre lienzo
- Retrato del escultor Jean-Antoine Houdon, Louis Léopold Boilly, estudio al óleo sobre papel
- Retrato de Julien Boilly de niño, Louis Léopold Boilly, óleo sobre lienzo
- Mi pie de carne de vacuno, Louis Léopold Boilly, óleo sobre lienzo
- El triunfo de Marat, Louis Léopold Boilly, papel sobre tela
- 23 estudios para "el estudio de Isabey", Louis Léopold Boilly, papel sobre tela
- Tobias lucha contra su padre, Bon Boullongne, óleo sobre lienzo (hacia  1705)
- Dama de negro, Carolus-Duran, óleo sobre cartón (1859)
- Hombre durmiendo, Carolus-Duran, óleo sobre lienzo (1861)
- El beso, Carolus-Duran, óleo sobre lienzo (1868)
- Señora con un perro, Carolus-Duran, (1870)
- El vaso de plata, Jean-Baptiste Siméon Chardin, óleo sobre lienzo (hacia  1730)
- Elevación de la Cruz, Alphonse Colas, (1849)
- Idilio oCache Cache, Jean-Baptiste Corot
- Vista de Honfleur, Gustave Courbet
- L'embouchure de la Seine, 1841, Gustave Courbet
- Un aperitivo en Ornans (del francés: An Après-dîner at Ornans )óleo sobre lienzo (1848-1849)
- Belisario pidiendo limosna, Jacques-Louis David, óleo sobre lienzo (1781)
- Apeles pintando a Campaspe en la presencia de Alejandro, Jacques-Louis David, óleo sobre madera (1814)
- Medea, Eugène Delacroix, óleo sobre lienzo (1838)
- Hêtraie en el bosque de Fontainebleau, Constant Dutilleux
- El nacimiento de Venus, Amaury Duval, óleo sobre lienzo (1862)
- La persuasión, Cyprian Godebski
- La gente joven o la carta, Francisco de Goya
- El Pueblo Viejo o El Tiempo y las viejas, Francisco de Goya, óleo sobre lienzo (hacia  1808-1812)
- Psique coronando a Amor, Jean-Baptiste Greuze, óleo sobre lienzo
- Retrato de Berthe Morisot dándose aire, Edouard Manet
- Retrato del artista, Odilon Redon, óleo sobre lienzo (hacia  1880)
- La cena en Emaús, Jean Restout, óleo sobre lienzo (1735)
- Paisaje en Grandcamp, Georges Seurat, óleo sobre madera (1885)

### Pintura delsigloXX
- Olga au col de fourrure, Pablo Picasso
- Rythme Coloré, Sonia Delaunay
- El granero, Constant Permeke
- Retrato de una mujer, Rick Vouters
- Poelle flamand, Edouard Pignon
- Retrato, Ladislas Kijno
- Mariposa en una rueda, Fernand Léger
- Ecluse, Vieira da Silva
- Composición de la palabra cheval, Auguste Herbin
- Tríptico, Lempereur Haut
- Composición, Serge Poliakoff

### Esculturas

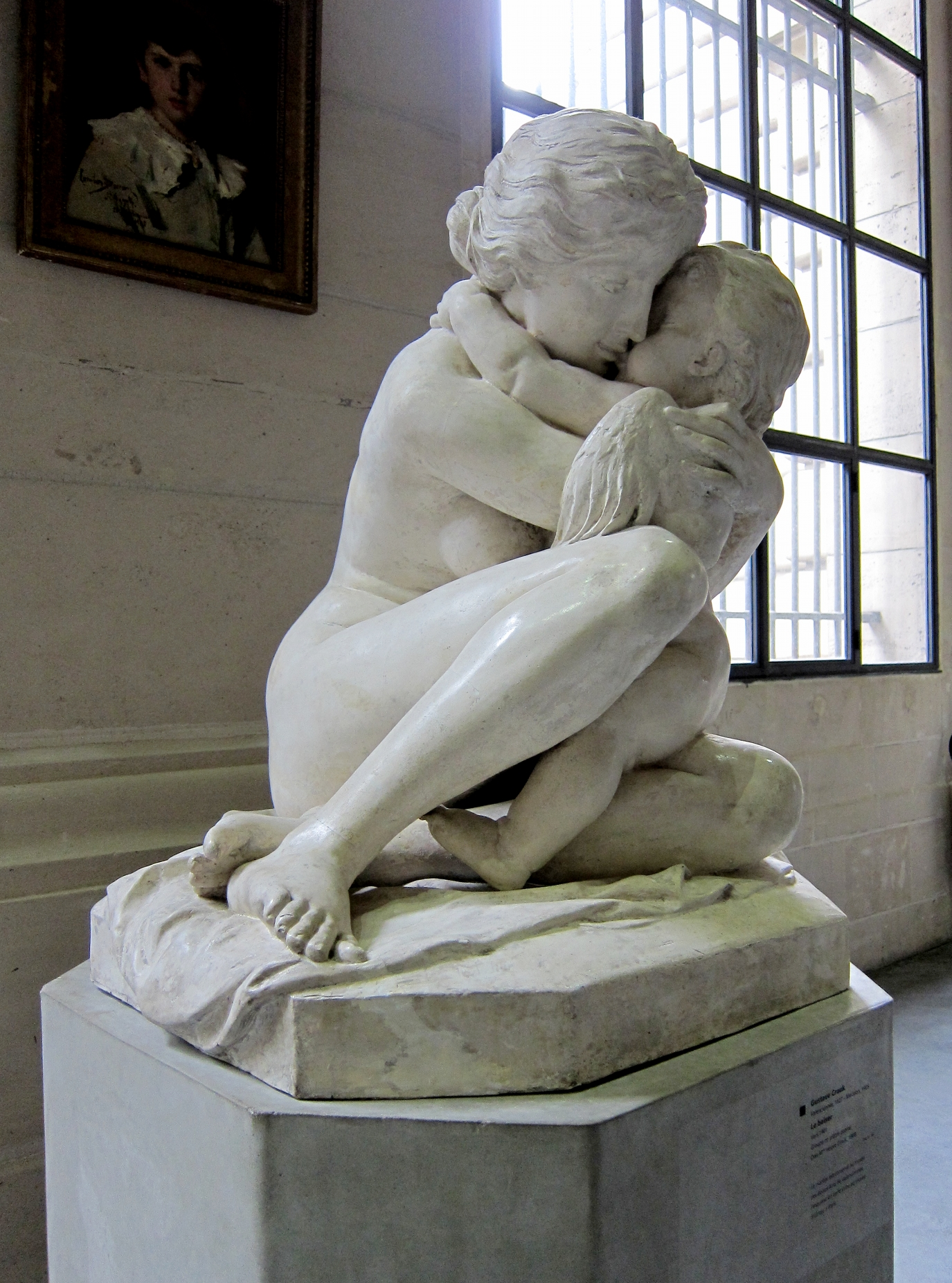
El beso - Le baiser, grupo de yeso patinado, 79 x 70 x 62 cm

- Penélope, Émile-Antoine Bourdelle, estatua de bronce (1909)
- Charles Frédéric Kuhlmann, Albert-Ernest Carrier-Belleuse, busto de mármol (hacia 1868-1870)
- El pisano, Carolus-Duran, bronce
- Louise Claudel, Camille Claudel, busto de terracota
- Giganti o Cabeza de un bandido, Camille Claudel, cabeza de bronce
- El beso (del francés: Le baiser), Gustave Crauk,  yeso patinado, 79 x 70 x 62 cm,
- Cincinnatus, Denis Foyatier, estatua de yeso
- Caballero andante, Emmanuel Frémiet, estatua ecuestre de yeso (1878)
- Narciso, Ernest-Eugène Hiolle, estatua de yeso (hacia 1867-1868)
- La Fiebre de Caumartin, Jean-Antoine Houdon, busto de bronce y yeso pintado  (1779)
- Camulogene, Eugène-Louis Lequesne, estatua de yeso (1872)
- Sátiro y bacante, James Pradier, yeso pintado (hacia  1833)
- Apolo y las musas, Émile Morlaix, yeso original
- Muerte del héroe, René Leleu, bronce
- La Sève, Gaston Watkin, piedra
- Atleta, Gerard Choain, bronce
- busto de hombre, Gerard Choain, bronce
- la cabeza de Asia, Gerard Choain, bronce
- Les Haleurs, de Lucien Jean Maurice Fenaux, relieve en bronce a la cera perdida. Representa a tres hombres tirando de una soga.[1] Donado en el año 2009 a Lille por Philippe Laporte y Yannick Pellegrin.
- Conciencia (en francés: Conscience ), de Aimé-Gustave Blaise, 1907, altorrelieve en escayola, representa la figura de Cain corriendo mientras es perseguido por la conciencia.[2] 2
- el último beso, de Aimé-Gustave Blaise,  de escayola, que muestra a la virgen despidiéndose de su hijo crucificado.[3][4][5][6]
- los miserables, Alphonse-Amédée Cordonnier
- los pobres, Alphonse-Amédée Cordonnier
- fermentación, Alphonse-Amédée Cordonnier
- El baño de Venus (del francés: La toilette de Vénus), mármol de Auguste Rodin

### Dibujos
- Dibujo preparatorio para la "Madonna de Alba", de Rafael Sanzio. El museo posee cuarenta dibujos del artista.
- Retrato en dibujo de Lucas van Leyden, realizado por Durero en 1521.

### Colección de planos en relieve

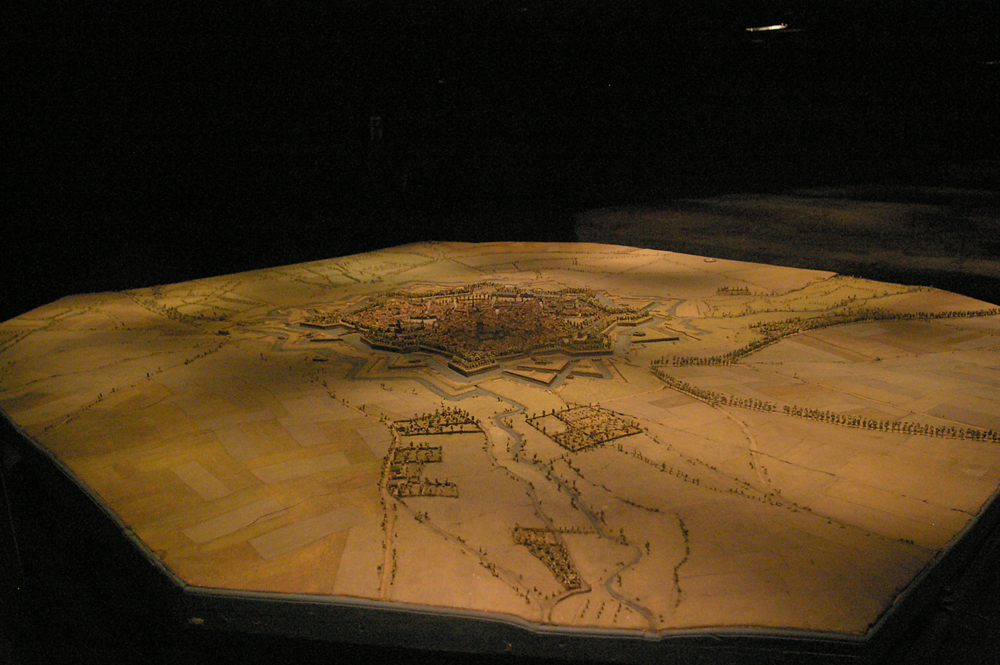
Plano-relieve de Ath

- Calais,  Francia, 753 x 463 cm, escala 1/600, 6 tablas (1691)
- Charleroi,  Bélgica, 405 x 340 cm, escala 1/600, 4 tablas  (1695)
- Ath,  Bélgica, 480 x 378 cm, escala 1/600, 5 tablas  (1697)
- Ypres,  Bélgica, por el ingeniero  Tessier de Derville, 944 x 548 cm, escala 1/600, 12 tablas  (1698-1702)
- Bergues,  Francia, 441 x 376 cm, escala 1/600, 6 tablas  (1699)
- Tournai,  Bélgica, por el ingeniero  Montaigu, 654 x 580 cm, escala 1/600, 11 tablas  (1701)
- Menin,  Bélgica, 542 x 372 cm, escala 1/600, 6 tablas  (1702)
- Bouchain,  Francia, por el ingeniero  Ladevèze, 418 x 295 cm, escala 1/600, 5 tablas  (1715)
- Lille,  Francia, por el ingeniero  Nicolas de Nézot, 440 x 400 cm, escala 1/600, 7 tablas, papel, seda y madera  (1740-1743)
- Aire-sur-la-Lys,  Francia, por el ingeniero  Nicolas de Nézot, 590 x 467 cm, escala 1/600, 15 tablas, papel, seda y madera (1743)
- Audenarde,   Bélgica, por el ingeniero  Nicolas de Nézot, 548 x 416 cm, escala 1/600, 11 tablas, papel, seda y madera (1747)
- Namur,  Bélgica, por el ingeniero  Larcher d'Aubencourt, 776 x 650 cm, escala 1/600, 22 tablas  (1747-1750)
- Maastricht,  Países Bajos, por el ingeniero  Larcher d'Aubencourt, 689 x 580 cm, escala 1/600, 13 tablas  (1752)
- Gravelines,  Francia, por el ingeniero  Lusca, 460 x 373 cm, escala 1/600, 7 tablas, papel, seda y madera (1756)
- Avesnes,    Francia, 753 x 525 cm, escala 1/600, 18 tablas  (1824-1826)

## Galería de imágenes

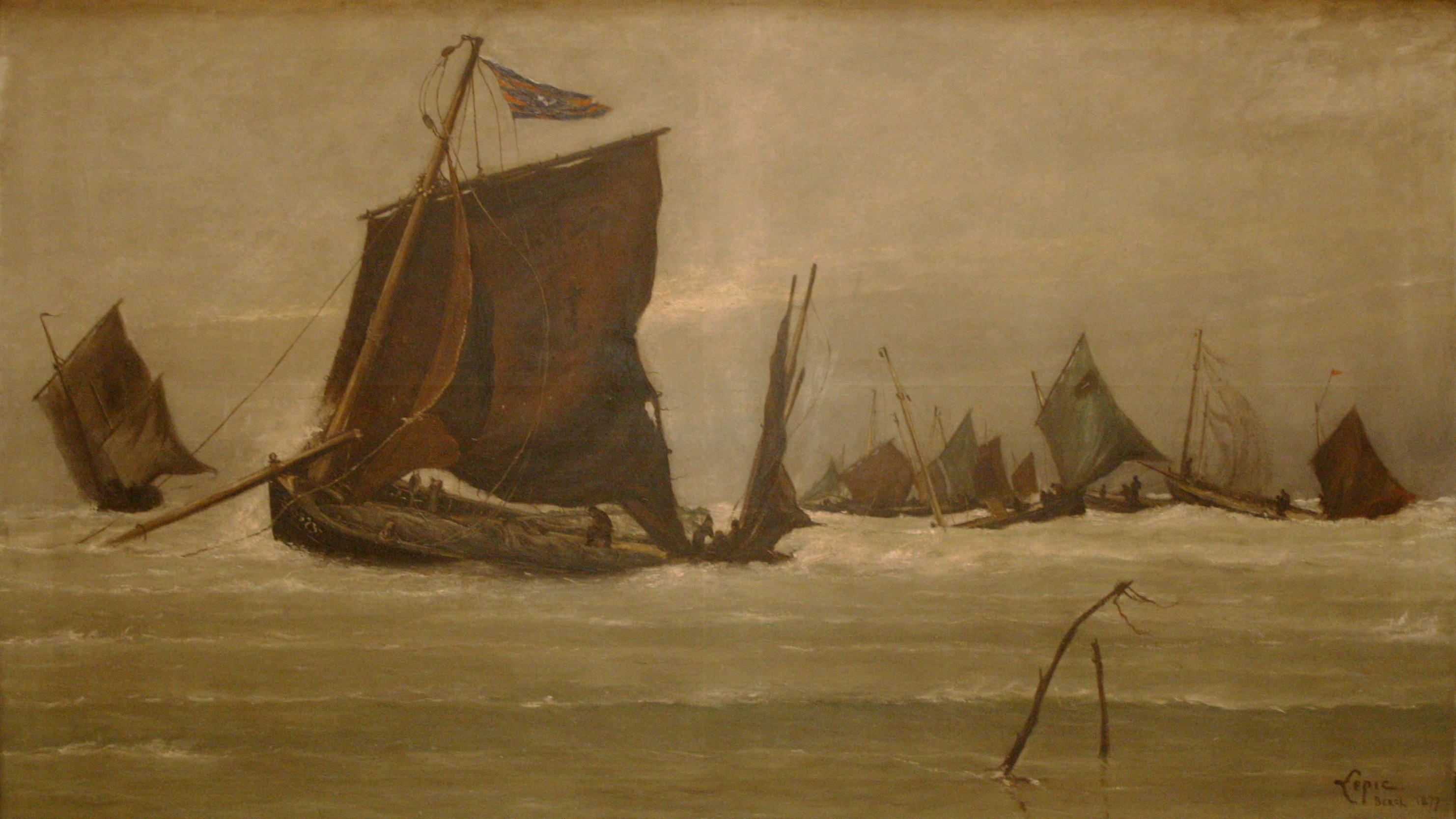
Bateaux de pêche rentrant à Berck por Ludovic Napoléon, comte Lepic
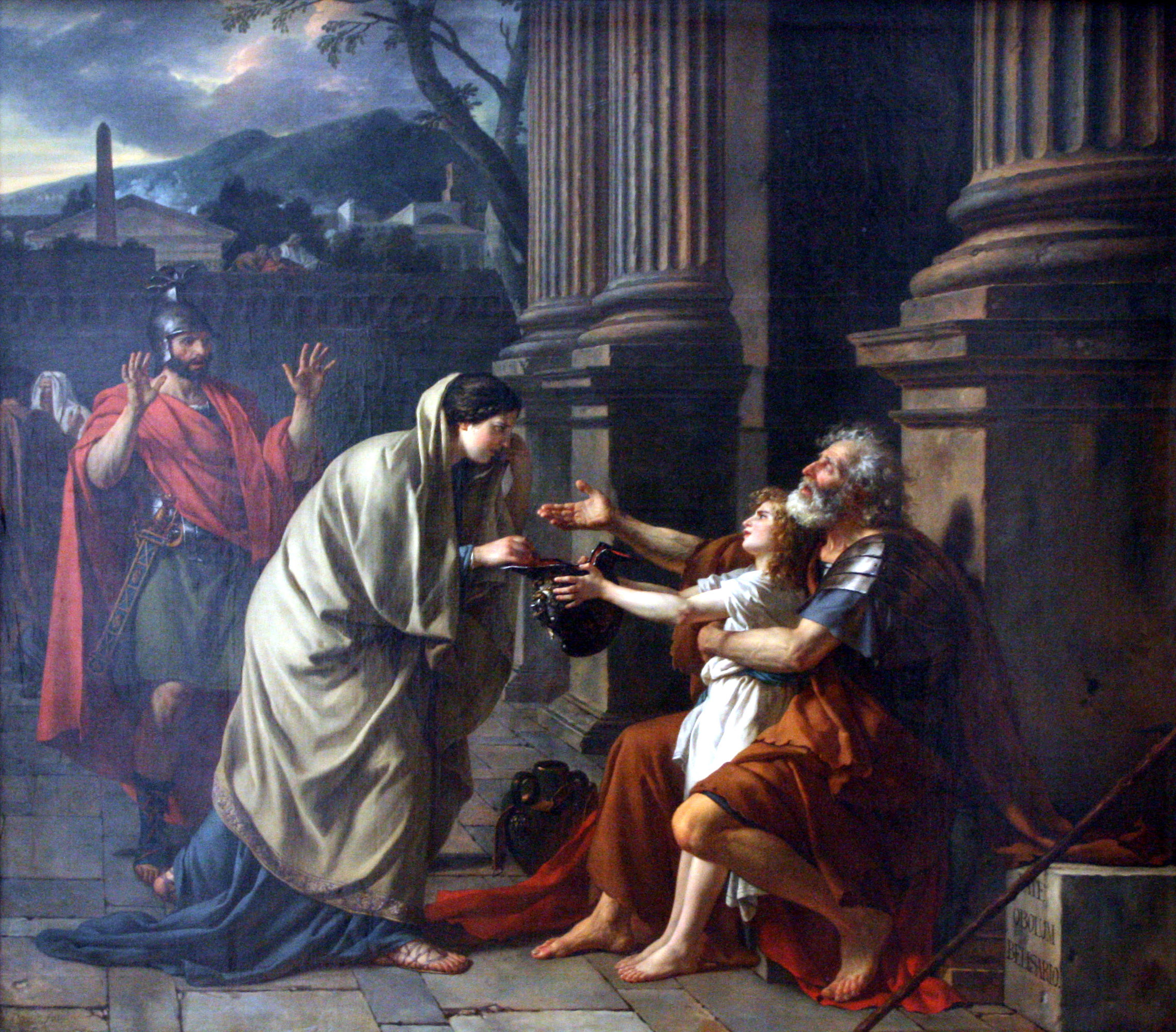
Belisarius por Jacques-Louis David
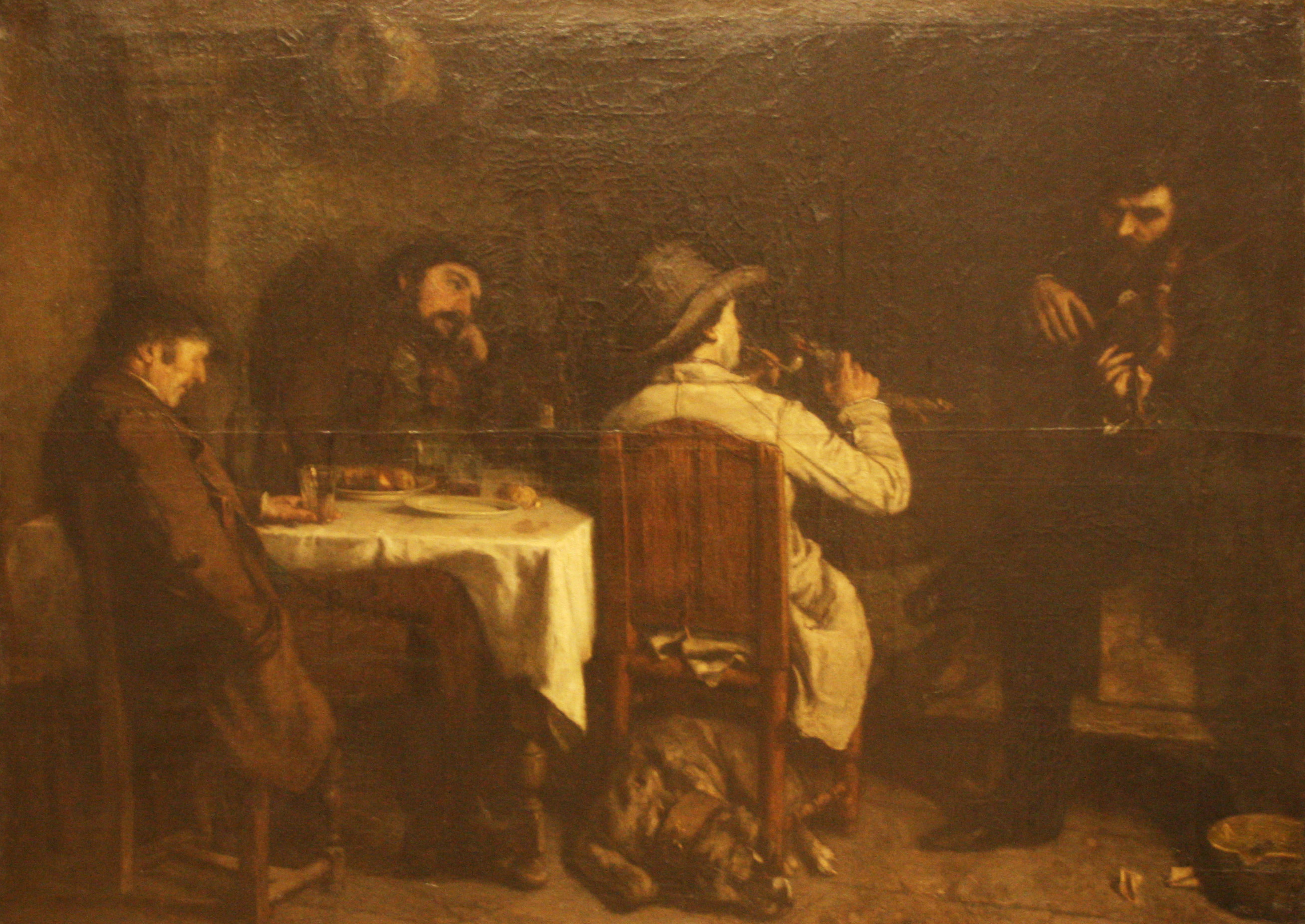
L’Après-dîner à Ornans por  Gustave Courbet
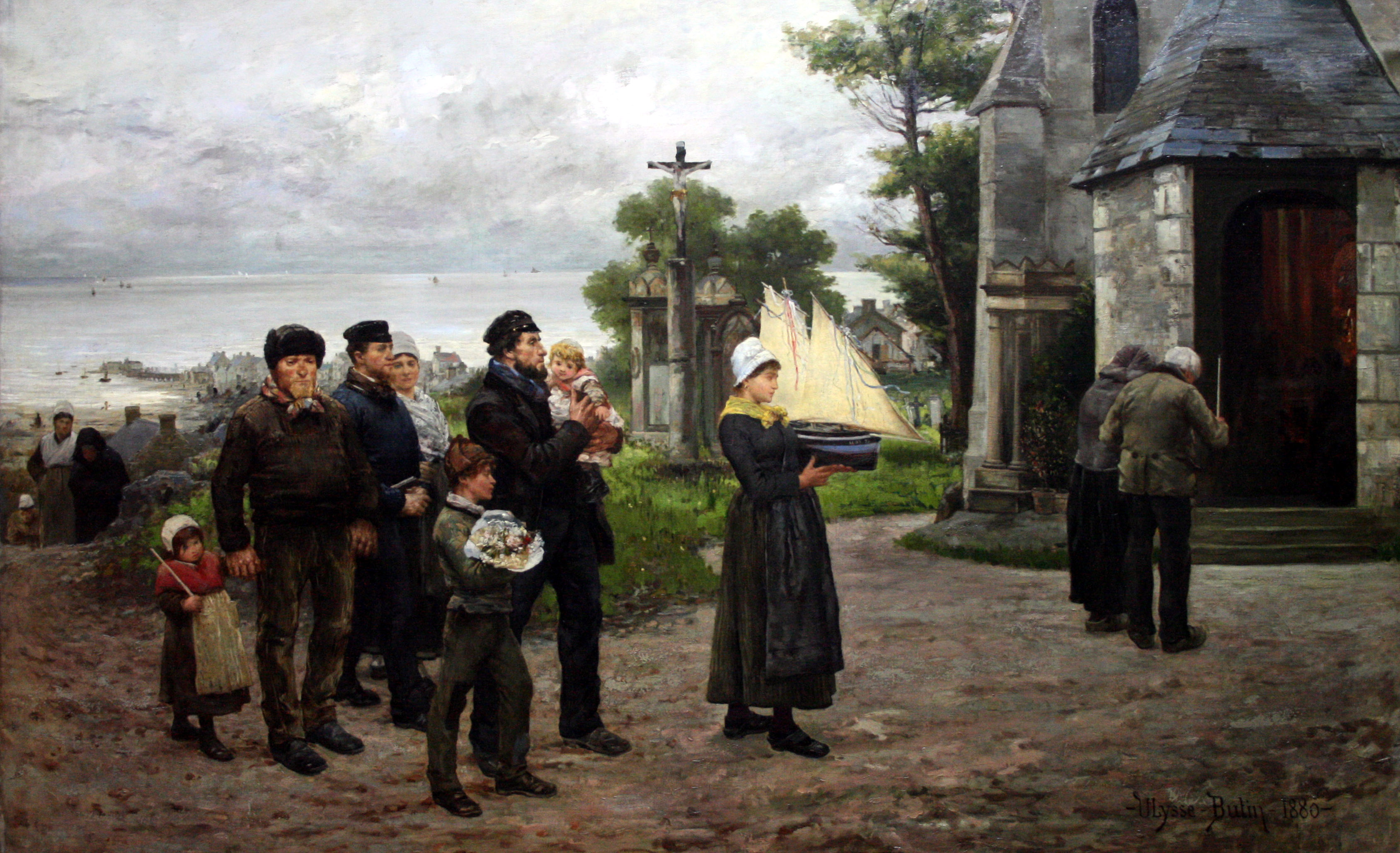
L'Ex-voto por  Ulysse-Louis de Butin
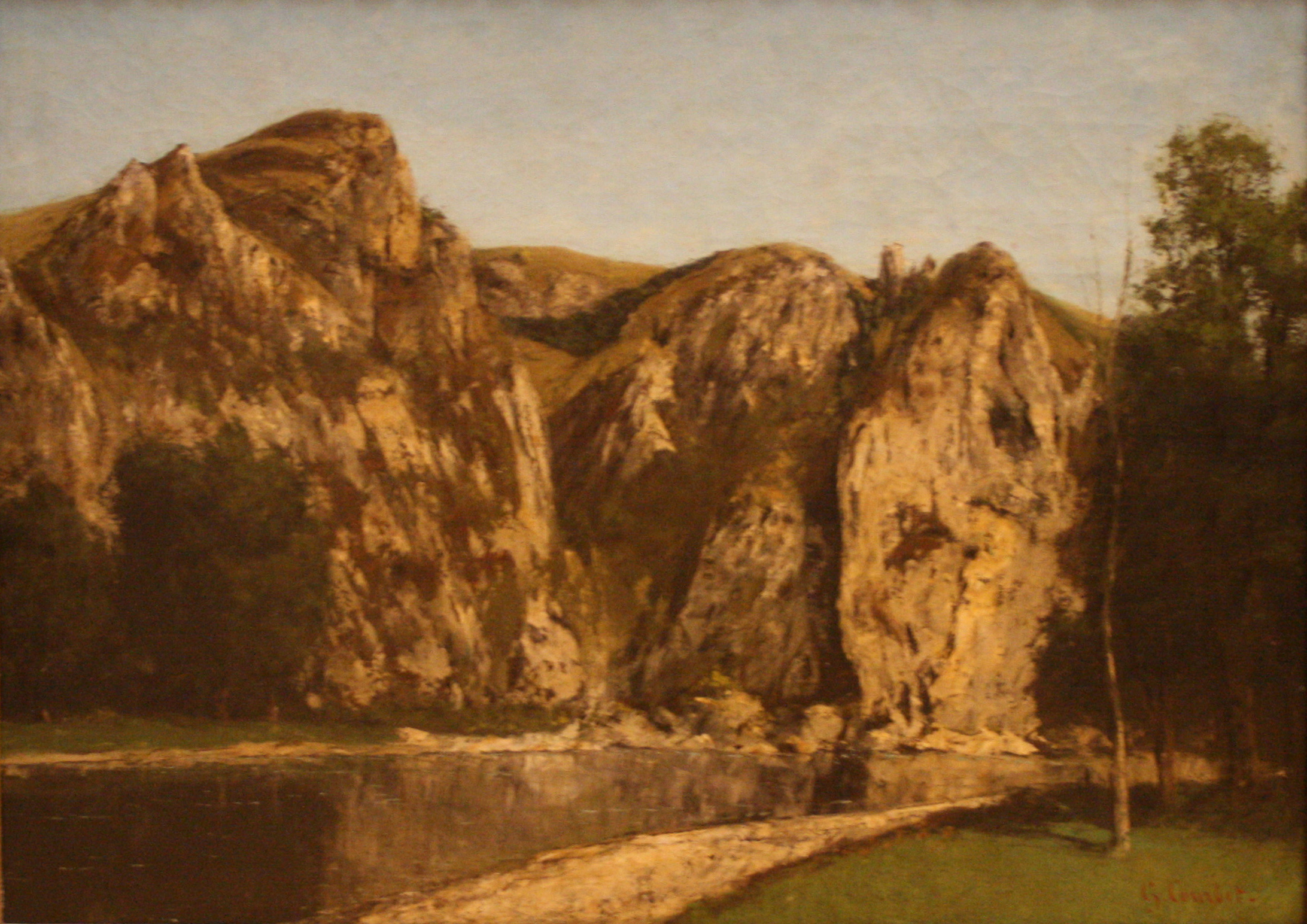
Meuse River in Freyr por  Gustave Courbet
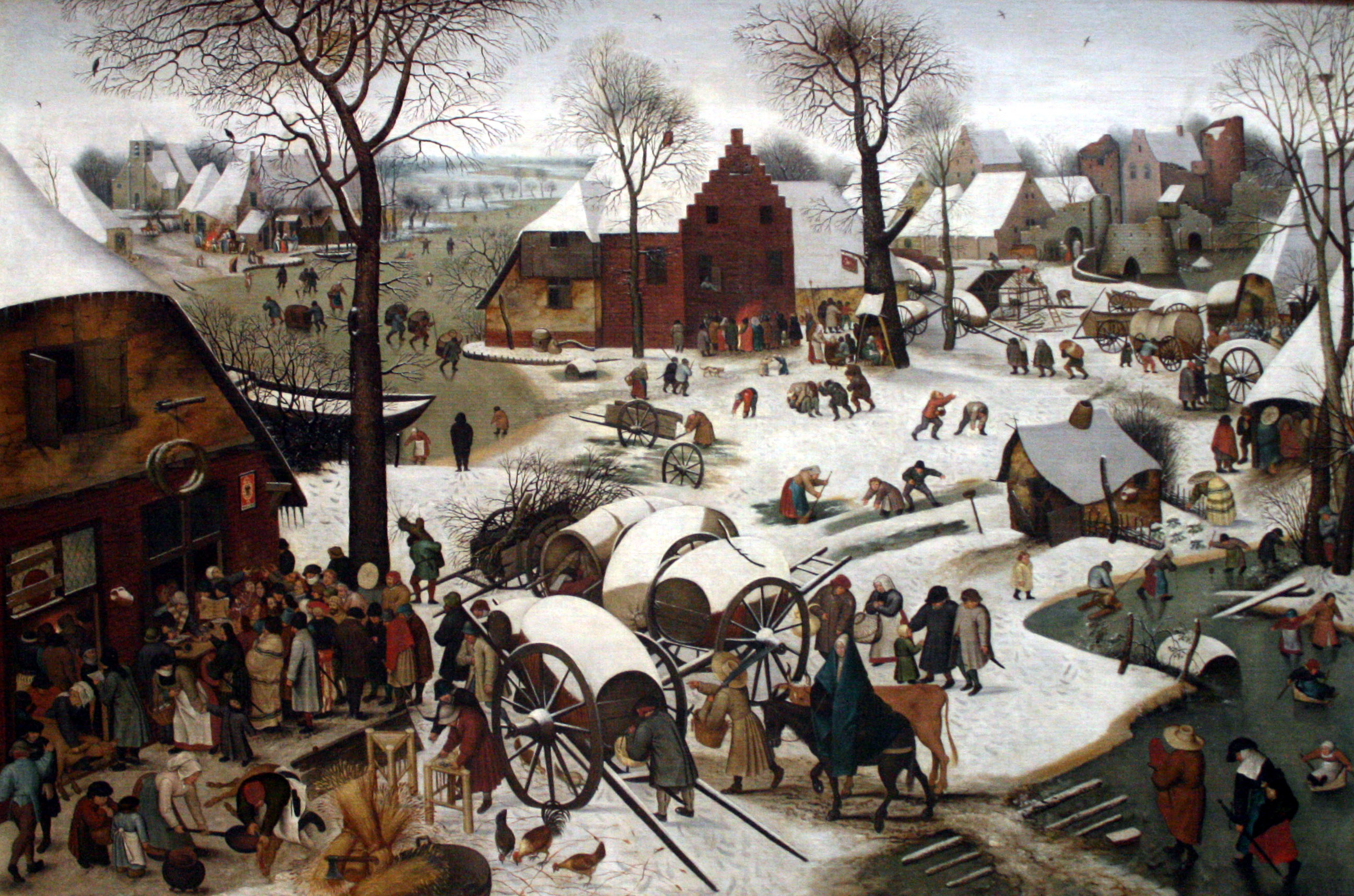
El censo de Belén por  Pieter Brueghel el Joven
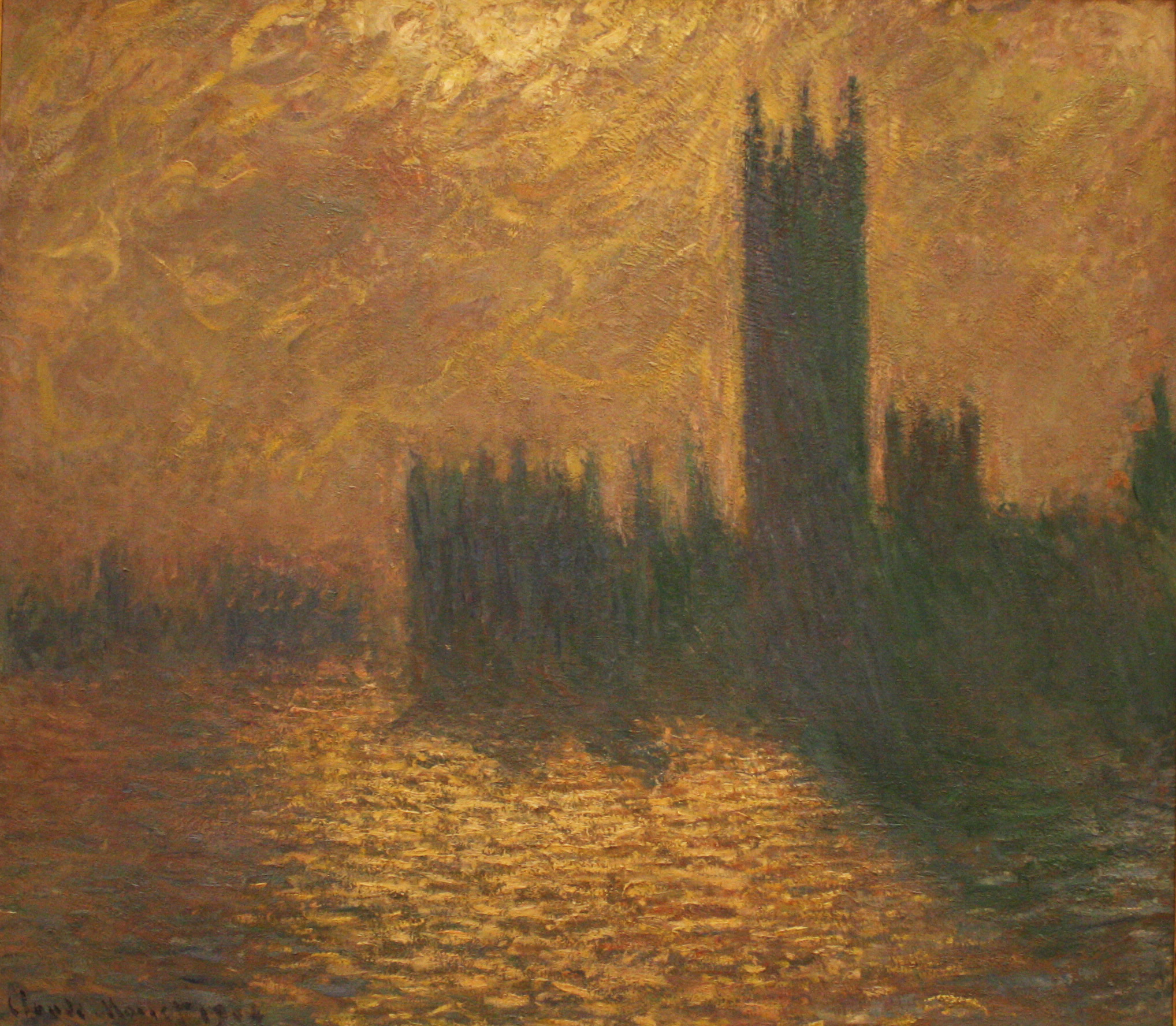
Los edificios del Parlamento de Londres por  Claude Monet
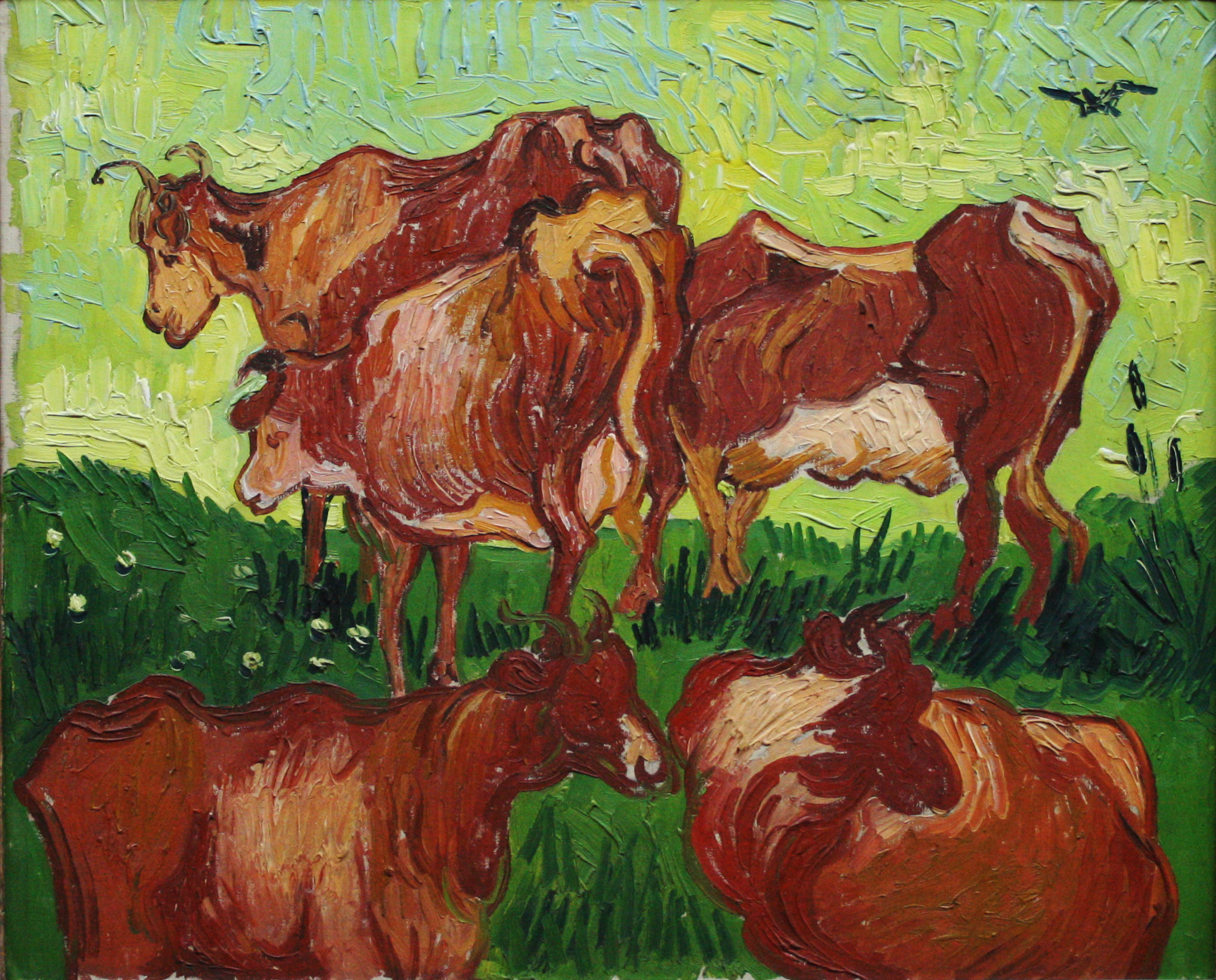
Las vacas por  Vincent van Gogh
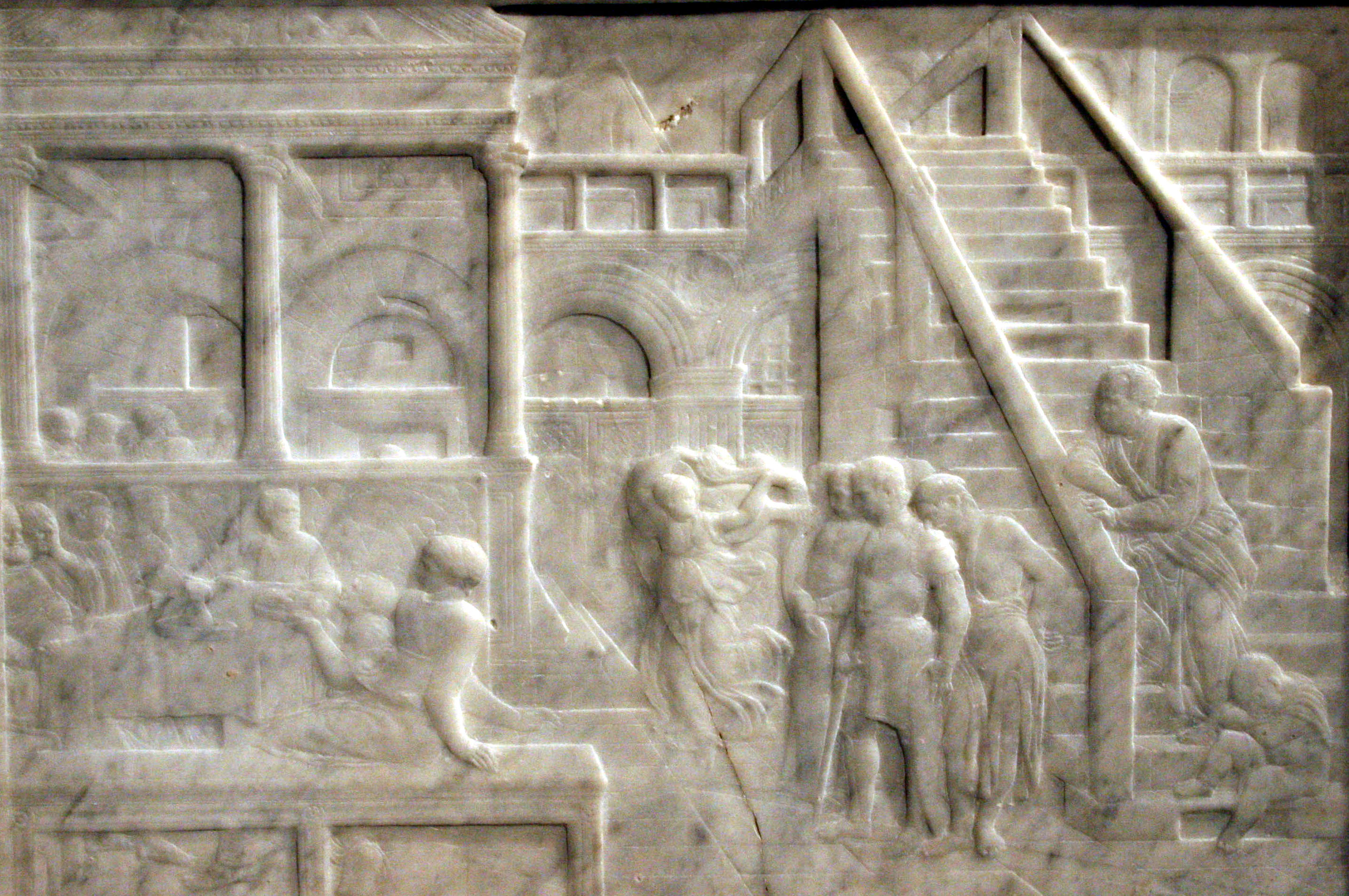
La fiesta de Herodes  por Donatello
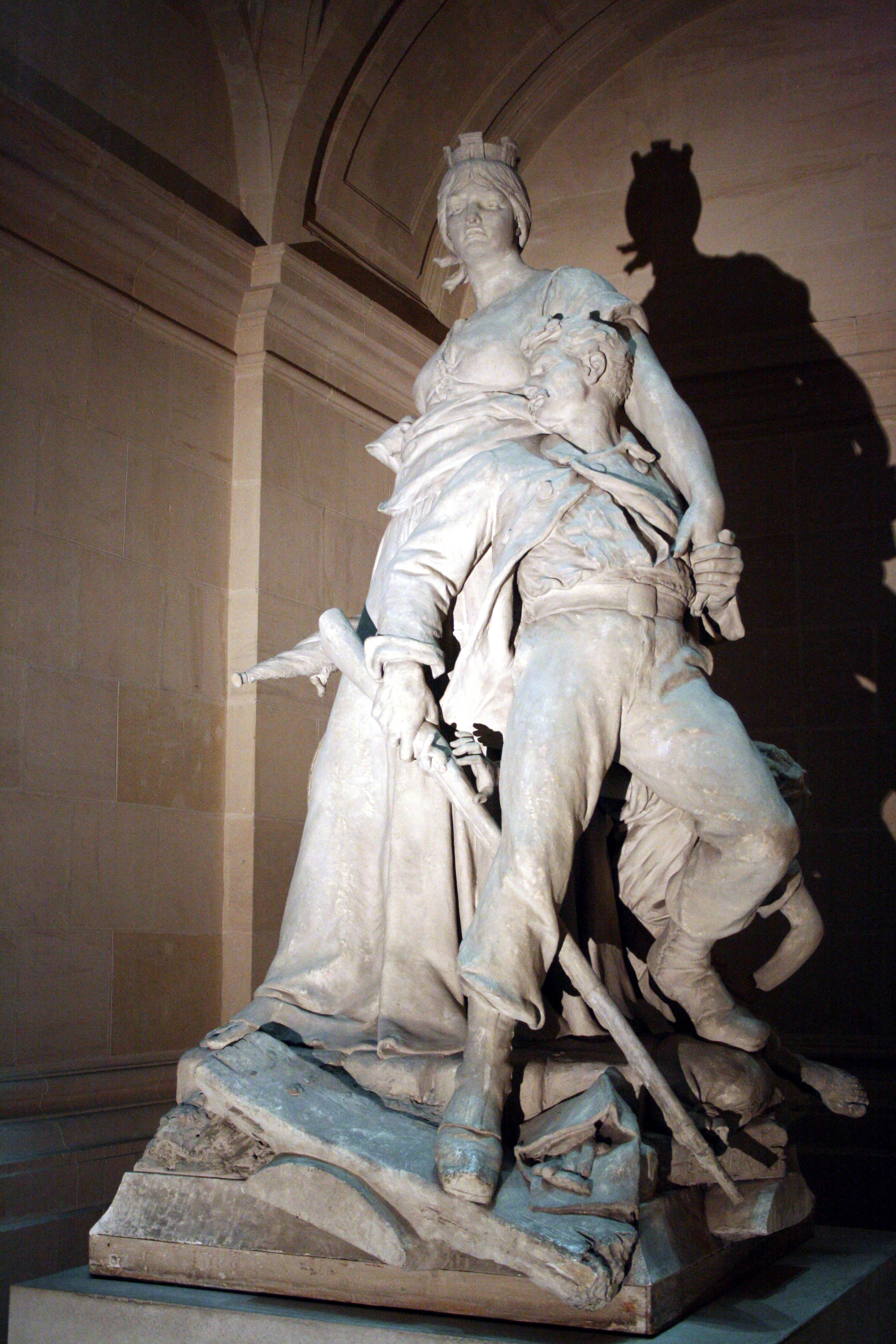
Monument de la défense de Saint-Quentin por  Louis-Ernest Barrias
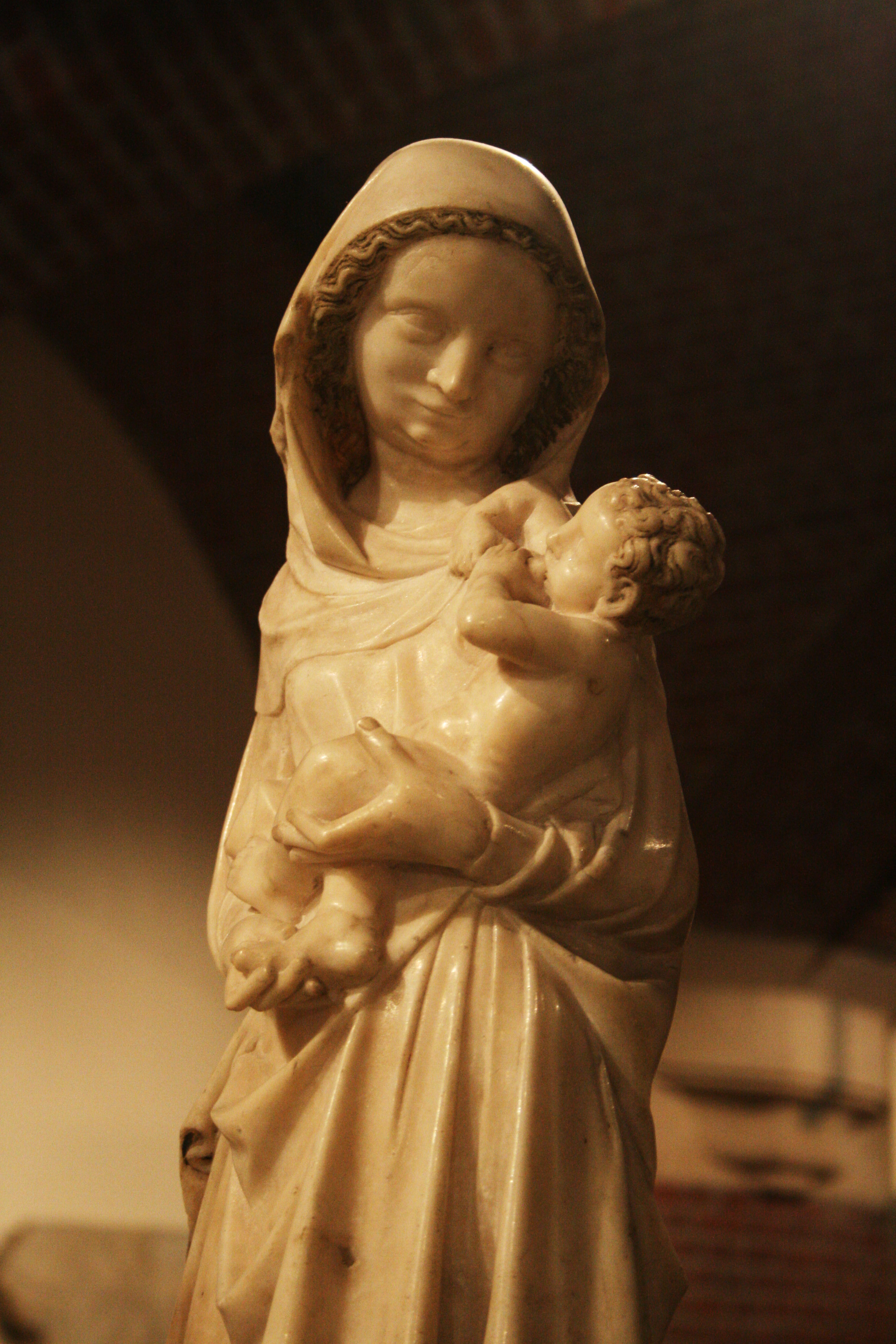
Vierge au lait por  Maître des Madones mosanes
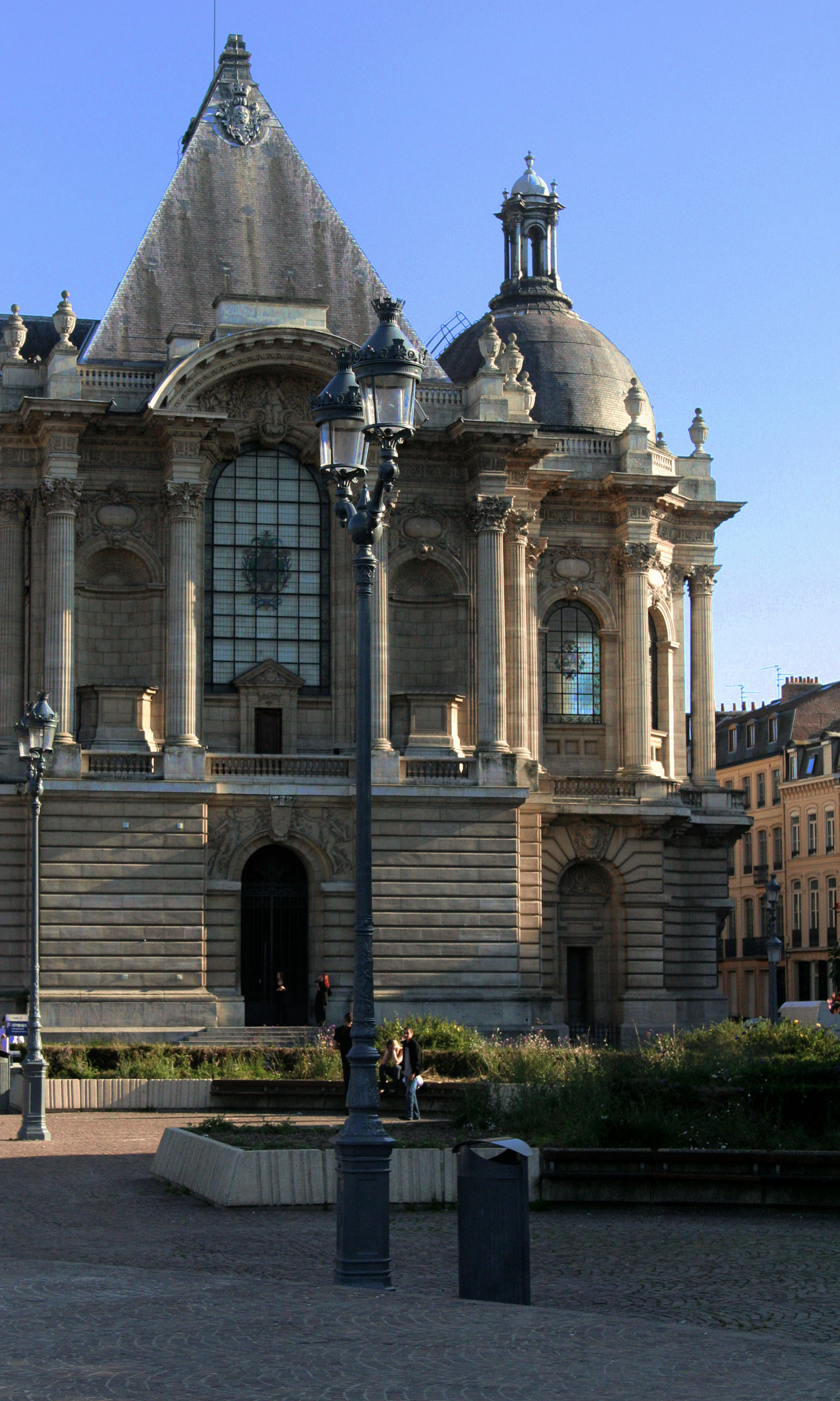
Palais des Beaux-Arts

## Conservadores, directores del Palais des Beaux-Arts
- Bruno Girveau
- Alain Tapié
- Arnaud Brejon de Lavergnée
- Albert Châtelet

## Exposiciones temporales
- Goya: Les Caprices (1799), 24 de abril - 28 de julio de 2008
- Philippe de Champaigne, 27 de abril - 15 de agosto de 2007 (su primera retrspectiva)
- Rubens, 6 de marzo-14 de junio de 2004 (como parte de Lille 2004)
- Carolus-Duran, 9 de marzo- 9 de junio de 2003
- Berthe Morisot, 10 de marzo- 9 de junio de 2002 (primera retrospectiva europea durante 1961)
- Francisco de Goya, 15 de diciembre de 1998-14 de marzo de 1999